# Renah Jelmu
Renah Jelmu is een bestuurslaag in het regentschap Bungo van de provincie Jambi, Indonesië. Renah Jelmu telt 637 inwoners (volkstelling 2010).